# Zdeněk Košler
Zdeněk Košler (Prague, 25 mars 1928 – Prague, 2 juillet 1995) est un chef d'orchestre tchèque. Il a joué un rôle important dans la vie musicale tchèque de la seconde moitié du XXe siècle, notamment durant les années 1960  et les années 1980. Il est particulièrement connu comme chef d'opéra.

## Biographie
Košler est issu d'une famille de musiciens. Son père était un membre du Théâtre national de Prague, et son jeune frère, Miroslav, a été chef de chœur. De 1938 à 1941, il chante au sein du Chœur d'enfants Kühn et pratique la direction de l'ensemble de cuivres de son père. Il prend des leçons privées avec Otakar Jeremias et apprend le piano avec E. Grünfeldová. En 1944 et 1945, il est emprisonné au camp de concentration de Theresienstadt. 
Après avoir terminé ses études au lycée, en 1947, Košler s'inscrit à l'Académie tchèque des arts musicaux à Prague, où il étudie la direction avec Karel Ančerl et Metod Doležil jusqu'en 1952. En 1948, encore étudiant, il commence à travailler en tant que répétiteur à Prague, au théâtre national. C'est de ce moment qu'il acquiert ses premières expériences de direction. L'année suivante, il rejoint l'opéra d'Olomouc (1958–1962), où il dirige des œuvres de Leoš Janáček (L'Affaire Makropoulos) et de Mozart (Così fan tutte, Les noces de Figaro). En 1959, il remporte le Concours international de jeunes chefs d'orchestre de Besançon et, en 1963, il remporte le Concours de direction Dimitri Mitropoulos à New York, en en même temps que Claudio Abbado et l'Argentin Pedro Ignacio Calderón. Il assiste pendant un an le chef d'orchestre Leonard Bernstein à l'Orchestre philharmonique de New York,.
De 1962 à 1964 Košler est nommé au Théâtre Zdeněk Nejedlý à Ostrava. Il travaille également hors de la République tchèque, notamment à Vienne où il dirige Salomé de Richard Strauss et le cycle des symphonies de Dvořák avec l'Orchestre symphonique de Vienne. À la fin des années 1960, il est chef invité de l'Opéra comique de Berlin (1964-1968). Košler devient second chef d'orchestre de la Philharmonie tchèque et chef principal de l'opéra de Bratislava de 1971 à 1976. 
De 1969 à sa mort en 1995, il a été intimement lié à l'Orchestre Philharmonique Slovaque, enregistrant une importante quantité de disques : concentré essentiellement sur le répertoire tchèque, Košler a accordé une place de choix aux compositeurs slovaques, notamment Eugen Suchoň.
Il a également dirigé l'orchestre du Théâtre National de Prague de 1980 à 1984. Il prend sa retraite en 1992.
Zdeněk Košler est bien connu hors de Tchécoslovaquie, grâce à ses tournées de concerts en Angleterre, en Autriche, aux États-unis, au Canada, et plus particulièrement au Japon où il a dirigé différents orchestres plus d'une trentaine de fois.
Il a créé des œuvres de compositeurs tchèques et slovaques :
- Martinů, Concerto pour violoncelle no 2 (1965)
- Mácha, Le lac Ukereve (cs), opéra sur un livret de Vladislav Vančura (27 mai 1966, au Théâtre National de Prague)
- Cikker, Coriolan, opéra d'après la pièce de Shakespeare (4 avril 1974, Théâtre National de Prague)